# Paulo Jamur
Paulo Antônio Ramires Jamur (Curitiba, 17 de dezembro de 1964) é um ciclista olímpico brasileiro, hoje aposentado.
Seu primeiro contato com bicicleta foi na infância, um objeto de desejo de criança. Foi campeão brasileiro júnior. Mudou-se para São Paulo em 1982, para representar a equipe da Caloi.
Jamur representou o Brasil nos Jogos Olímpicos de Verão de 1984 em Los Angeles.
Foi campeão brasileiro de pista. Esteve nos Jogos Pan-Americanos de 1987 em Indianápolis, onde conquistou a medalha de bronze na prova de perseguição por equipe.
Competiu nos Jogos Olímpicos de 1988 em Seul, chegando na 19ª colocação.
Formado em educação física, atualmente reside em Curitiba, onde tem uma loja de bicicletas.